# IC 5088
IC 5088 је лентикуларна галаксија у сазвјежђу Јарац која се налази на листи објеката дубоког неба у Индекс каталогу.
Деклинација објекта је - 22° 52' 41" а ректасцензија 21h 9m 26,7s. Привидна величина (магнитуда) објекта IC 5088 износи 13,6 а фотографска магнитуда 14,5. IC 5088 је још познат и под ознакама ESO 530-10, NPM1G -23.0021, AM 2106-230, PGC 66219.